# Petra Uhlig
Petra Uhlig, ursprungligen Kahnt, född den 22 juli 1954 i Penig, Östtyskland, är en östtysk före detta handbollsspelare. Hon spelade som mittsexa. Hon blev världsmästare tre gånger 1971, 1975 och 1978 med Östtyskland och hon blev den östtyska landslagsspelare som spelat flest landskamper för Östtyskland.

## Karriär
Petra Kahnt spelade som mittsexa för SC Leipzig. Hon vann tre gånger  Spartakiaden. Det var tränaren Peter Kretzschmar som tog ut henne till första laget i SC Leipzig. Petra Uhlig vann sju DDR-mästerskapstitlar med SC Leipzig. 1974 vann hon Europacupen med laget.

## Landslagskarriär
Vid 17 års ålder debuterade hon i DDR:s landslag och var med och vann världsmästerskapet i handboll för damer 1971. Efter att Östtyskland gjort en misslyckad turnering och slutat på nionde plats vid VM 1973, vann hon sin andra världsmästartitel 1975. 
Hon var med och vann  OS-silver i damernas turnering i samband med de olympiska handbollstävlingarna 1976 i Montréal. Hon spelade samtliga fem matcher vid den olympiska premiären i damhandboll vid de olympiska spelen 1976 i Montreal. Östtyskorna vann tre matcher, i turneringen och spelade en målsnål, oavgjord match mot ungerskorna som slutade 7-7. men förlorade den avgörande matchen mot Sovjetunionen. DDR vann silvermedaljen, eftersom de hade bättre målskillnad än Ungern. Efter denna framgång tilldelades laget Patriotiska förtjänstorden i brons 1979. Efter att ha vunnit sin tredje världsmästartiteln 1978, deltog Petra Uhlig och vann OS-brons i damernas turnering i samband med de olympiska handbollstävlingarna 1980 i Moskva. Östtyskland vann tre matcher, spelade oavgjort mot Jugoslavien och förlorade mot Sovjetunionen. Jugoslavien hade bättre målskillnad och DDR-laget fich nöja sig med bronsmedaljen. Världsmästerskapet i handboll för damer 1982 blev Petra Uhligs sista mästerskap. DDR slutade på fjärde plats. Totalt spelade Petra Uhlig 284 landskamper för DDR, och gjorde 487 mål. Detta gjorde henne till Östtysklands meste landslagsspelare.

## Individuella utmärkelser
- Fäderneslandets förtjänstorden i guld 1984.[7]

- 1984 blev hon Årets handbollsspelare i Östtyskland.

## Privatliv
Petra Uhligs dotter Alexandra Uhlig blev också handbollsspelare. 